# 주애틀랜타 대한민국 총영사관
주애틀랜타 대한민국 총영사관(영어: Consulate General of the Republic of Korea in Atlanta)은 대한민국 정부가 미국 조지아주 애틀랜타에 설치한 총영사관이다. 

## 연혁
- 1976년 12월 1일 공관 개설[1]

## 역대 공관장
| 초대 총영사    | 오 명 호 | 1976.12 ~ 1978.06 |
| 제 2대 총영사  | 안 영 철 | 1978.07 ~ 1981.03 |
| 제 3대 총영사  | 주 동 운 | 1981.04 ~ 1982.11 |
| 제 4대 총영사  | 송 학 원 | 1982.12 ~ 1986.03 |
| 제 5대 총영사  | 박 련    | 1986.04 ~ 1987.07 |
| 제 6대 총영사  | 김 석 현 | 1987.08 ~ 1991.01 |
| 제 7대 총영사  | 김 현 곤 | 1991.01 ~ 1992.08 |
| 제 8대 총영사  | 권 영 민 | 1992.09 ~ 1995.01 |
| 제 9대 총영사  | 장 훈    | 1995.02 ~ 1998.03 |
| 제 10대 총영사 | 유 광 석 | 1998.04 ~ 2000.07 |
| 제11대 총영사  | 조 중 표 | 2000.08 ~ 2003.06 |
| 제12대 총영사  | 김 성 엽 | 2003.07 ~ 2005.04 |
| 제13대 총영사  | 이 광 재 | 2005.05 ~ 2008.08 |
| 14대 총영사    | 전 해 진 | 2008.09 ~ 2011.08 |
| 15대 총영사    | 김 희 범 | 2011.09 ~ 2014.07 |
| 16대 총영사    | 김 성 진 | 2014.10 ~ 2017.12 |
| 17대 총영사    | 김 영 준 | 2017.12 ~ 2021.06 |
| 18대 총영사    | 박윤주   | 2021.06 ~ 2023.07 |
| 19대 총영사    | 서 상 표 | 2023.07 ~ 2025.06 |

## 근무 시간
- 매주 월요일 ~ 금요일 : 오전 9시 ~ 12시, 오후 1시 ~ 5시

### 휴무일
- 매주 토요일, 일요일[3]
- 대한민국의 공휴일 중 3·1절, 광복절, 개천절, 한글날
- 주재국 미국의 공휴일

## 같이 보기

### 일반 주제
- 한미 관계
- 주미국 대한민국 대사관
- 대한민국의 재외공관 목록

### 미국에 설치된 다른 대한민국 영사관들
- 주로스앤젤레스 대한민국 총영사관
- 주뉴욕 대한민국 총영사관
- 주호놀룰루 대한민국 총영사관
- 주시카고 대한민국 총영사관
- 주휴스턴 대한민국 총영사관
- 주시애틀 대한민국 총영사관
- 주보스턴 대한민국 총영사관